# Satureja
La hierba oliva, saturejas, jedrea, ajedreas, saborijas, hisopillos o morqueras (Satureja spp.) son un género de unas 50 especies aceptadas, de las casi 170 descritas, de hierbas y arbustos de la familia de las lamiáceas, nativos de las regiones templadas del hemisferio norte. Varias especies se utilizan como hierbas aromáticas en gastronomía; en España se usan con frecuencia para aliñar olivas.

## Descripción
Las ajedreas son anuales o perennes, de poca altura, con hojas opuestas, ovales a lanceoladas, de 1 a 3 cm de largo. Producen racimos de florecillas axilares, blancas a violáceas, no sin atractivo, por lo cual ocasionalmente se las emplea como ornamentales.

## Hábitat
Prefieren suelos secos, arenosos, bien drenados, y requieren mucho sol. Florecen entre agosto y septiembre en el hemisferio norte.

## Taxonomía
El género fue descrito por Carlos Linneo y publicado en Species Plantarum, vol. 2, p. 567,  1753.
Etimología
Satureja: nombre genérico que deriva del nombre en latín de la sabrosa hierba que era bien conocido por los antiguos, y que fue recomendado por Virgilio como un árbol mielífero excelente para plantar alrededor de las colmenas.

## Especies aceptadas
- Satureja adamovicii Šilić
- Satureja aintabensis P.H.Davis
- Satureja amani P.H.Davis
- Satureja atropatana Bunge
- Satureja avromanica Maroofi
- Satureja bachtiarica Bunge
- Satureja boissieri Hausskn. ex Boiss.
- Satureja bzybica Woronow
- Satureja × caroli-paui G.López
- Satureja cilicica P.H.Davis
- Satureja coerulea Janka
- Satureja cuneifolia Ten.
- Satureja × delpozoi Sánchez-Gómez, J.F.Jiménez & R.Morales
- Satureja edmondii Briq.
- Satureja × exspectata G.López
- Satureja fortii Pamp.
- Satureja fukarekii Šilić
- Satureja hellenica Halácsy
- Satureja hintoniorum B.L. Turner
- Satureja hortensis L.
- Satureja horvatii Šilić
- Satureja icarica P.H.Davis
- Satureja innota (Pau) Font Quer
- Satureja intermedia C.A.Mey.
- Satureja intricata Lange
- Satureja isophylla Rech.f.
- Satureja jalapensis Briq.
- Satureja kallarica Jamzad
- Satureja kermanshahensis Jamzad
- Satureja khuzistanica Jamzad
- Satureja kitaibelii Wierzb. ex Heuff.
- Satureja laxiflora K.Koch
- Satureja linearifolia (Brullo & Furnari) Greuter
- Satureja macrantha C.A.Mey.
- Satureja metastasiantha Rech.f.
- Satureja montana L.
- Satureja mutica Fisch. & C.A.Mey.
- Satureja nabateorum Danin & Hedge
- Satureja × orjenii Šilić
- Satureja pallaryi J.Thiébaut
- Satureja parnassica Heldr. & Sart. ex Boiss.
- Satureja pilosa Velen.
- Satureja rumelica Velen.
- Satureja sahendica Bornm.
- Satureja salzmannii (Kuntze) P.W.Ball
- Satureja spicigera (K.Koch) Boiss.
- Satureja spinosa L.
- Satureja subspicata Bartl. ex Vis.
- Satureja taurica Velen.
- Satureja thymbra L. - orégano cabruno[5]
- Satureja thymbrifolia Hedge & Feinbrun
- Satureja visianii Šilić
- Satureja wiedemanniana (Avé-Lall.) Velen.[2]